# Barranc de la Boscarrera
El barranc de la Boscarrera és un barranc afluent de la llau del Cornàs que discorre íntegrament pel terme de Conca de Dalt, al Pallars Jussà, dins del seu antic terme de Toralla i Serradell, en territori que fou del poble de Serradell.
Neix en el Pic de Lleràs, en el seu vessant nord-est, on forma un circ compost de tot de barrancs de capçalera, en el paratge de la Boscarrera, d'on el nom del barranc, i davalla cap al nord-est en una vall sinuosa i profunda. Poc després del seu inici rep per l'esquerra la llau de Saüquers, i poc abans del seu final rep també per l'esquerra el barranc del Carant de l'Os. Va a ajuntar-se a la llau del Cornàs a prop de la Plana de Pujol, al fons de la vall de Serradell.